# 브니엘중학교
브니엘중학교(브니엘中學校)는 부산광역시 연제구 연산동에 있었던 사립 중학교이다.

## 연혁
- 1958년 9월 15일 : 브니엘야간중학원 설립
- 1965년 12월 17일 : 브니엘중학교 설립인가
- 1966년 3월 5일 : 브니엘중학교 개교
- 1998년 2월 13일 : 브니엘중학교 제30회 졸업
- 1998년 2월 28일 : 폐교

## 폐교 이후
폐교 이후, 브니엘중학교 부지에는 2001년에 연산 반도유보라아파트가 들어서게 되었다.

## 같이 보기
- 브니엘고등학교
- 브니엘국제예술중학교